# Can't Stop!! -LOVING-
「Can't Stop!! -LOVING-」是SMAP的出道作品，於1991年9月9日由Victor Entertainment發行。

## 簡介
- 1988年，由12人組成的溜冰男子在當紅男子組合光GENJI後方伴舞，同年4月，當中6人被挑選成為SMAP成員。從此以後，經過3年5個月(即1991年9月9日)以此單曲出道。這天被視為「SMAP出生日」，傳媒每年都會以演唱會的圖像在當天作為新聞報導。
- 「Can't Stop!! -LOVING-」從1988年4月開始便是文化放送的廣播節目「STOP THE SMAP」的開場及結尾歌曲，但所使用的是卡拉OK版本
- 這是SMAP初次出戰紅白歌合戰的歌曲
- 相對於後輩TOKIO、V6、KinKi Kids、嵐、NEWS、KAT-TUN的出道單曲，SMAP的出道單曲成績不是相當好，上述的6個組合的出道單曲都獲得最高銷量紀錄，可是SMAP的出道單曲累積銷量只有15萬張（SMAP 40首單曲中銷量五大最差之一）。2007年4月26日播出的歌番（成員中居正廣為主持之一），嘉賓是同事務所的後輩KinKi Kids，中居正廣回顧出道當時的情況：「傑尼斯事務所中首次出道單曲沒拿第一位」、「『你們為何賣不出（唱片）』」等抱怨言論。他們從1991年1月便有演唱會活動，成員草彅剛曾說「首次上台便看到會場有空位」。
- 因後來森且行離隊事件，在電視節目上以6人姿態演唱這歌的機會變得越來越少。另外，作為國民偶像，一般人都不太認識SMAP的出道單曲。但是，在2005年的尾場演唱會中，此歌在以特別安歌的歌曲登場（收錄在演唱會DVD中），對於成員而言有特別的意思。
- 作詞人為森浩美，是直至2007年為止為SMAP歌曲作詞最多的人[2]。作曲人為Jimmy Johnson，即後來以馬飼野康二名義參與多首SMAP作品。另外，後來在電視節目播出的畫面，電視台都會把森且行的片段刪去。
- 當時正值成員的變聲期，現在SMAP的歌聲與本作完全不同。考慮到成員的變聲問題，這曲並沒有獨唱部份，全首都是由6位成員一同唱出。而第2首歌「SMAP MEDLEY」是SMAP出道前錄製的歌曲，有些成員還沒到變聲期。
- C/W的「SMAP MEDLEY」如前述一樣，是出道前錄製的歌曲（即Jr.期間發表但沒有單曲化的歌曲）的混合版，包括「SMAP」「つれないよ」「踊り明かせば」「SMAP No.5」「BANG-BANG-BANG」五首歌。

「SMAP」是1988年發售的清涼飲品SMAP（森永乳業）的廣告歌，SMAP同時在廣告中演出。
「SMAP No.5」在1994年的演唱會和2003年的SMAPxSMAP都有被演唱。另外，SMAP在2007年的寶礦力水特（大塚製藥）「砂之惑星」篇中演出，同時重新錄製此曲作為廣告歌。
- 「Can't Stop!! -LOVING-」收錄在1992年1月1日發行的專輯『SMAP 001』、2001年3月23日發行的精選專輯『Smap Vest』
- 曾是朝日電視台節目北野武的TV擒抱的結尾曲。
- 木村、森、草彅會在歌曲最後施展後空翻。

## 收錄歌曲
1. Can't Stop!! -LOVING-
  - 作詞:森浩美 / 作曲:Jimmy Johnson / 編曲:船山基紀
2. SMAP MEDLEY
  - 作詞:森浩美 / 作曲:長岡成貢・筒美京平 / 編曲:長岡成貢・船山基紀
3. Can't Stop!! -LOVING- (Original Karaoke)

## 商品編號
- CD:VIDL-10159
- 卡式錄音帶: VISL-167

## 外部連結
- Can't Stop!! -LOVING-（页面存档备份，存于） （Victor Entertainment）（日語）